# Ruta Provincial 94 (Santa Fe)
La Ruta Provincial 94 es una carretera de 100 km de jurisdicción provincial, ubicada en el sur de la Provincia de Santa Fe, Argentina. Recorre entera y únicamente el Departamento General López.
Comienza en la ciudad de Teodelina y finaliza en el límite con la provincia de Córdoba, cerca de la localidad de Cavanagh.

## Localidades
Las ciudades y pueblos por los que pasa esta ruta de este a oeste son los siguientes:

### Provincia de Santa Fe
Recorrido: 100 km
- Departamento General López: Teodelina, Villa Cañás, Santa Isabel, Chapuy, Carmen, Murphy,  La Chispa, El Cantor.